# سكوت غريفيثز
سكوت غريفيثز (بالإنجليزية: Scott Griffiths)‏ (27 نوفمبر 1985 بوستمنستر في المملكة المتحدة - ) هو لاعب كرة قدم بريطاني في مركز الدفاع. شارك مع منتخب إنجلترا لكرة القدم C ‏. أما مع النوادي، فقد لعب مع نادي بليموث أرجايل ونادي بيتربورو يونايتد ونادي تشيسترفيلد ونادي روذرهام يونايتد ونادي كرولي تاون ونادي لوتون تاون ونادي وكينغ ونادي أفيلي وداغنهام وريدبريدج.

## وصلات خارجية
- سكوت غريفيثز على موقع قاعدة بيانات كرة القدم.إي يو (الإنجليزية)
- سكوت غريفيثز على موقع Soccerbase.com (لاعب) (الإنجليزية)
- سكوت غريفيثز على موقع Soccerway.com (الإنجليزية)